# Sint-Martinuskerk (Ans)

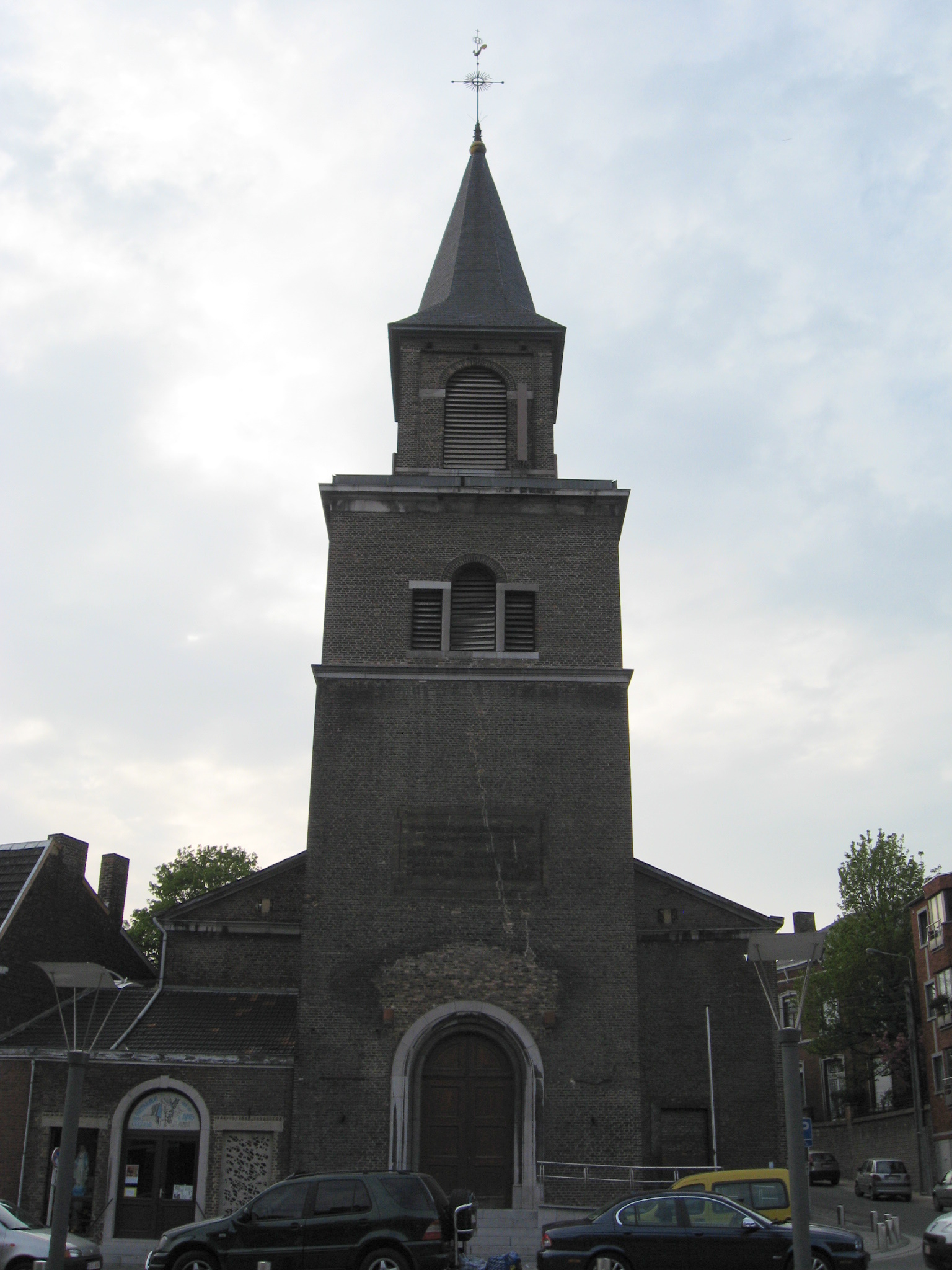
Sint-Martinuskerk

De Sint-Martinuskerk (Église Saint-Martin) is een parochiekerk in Ans, gelegen aan Place Nicolaï.

## Geschiedenis
De eerste kerk werd gebouwd in de 13e eeuw en lag aan de huidige Rue de l'Ouest, maar deze werd verwoest in 1568, gedurende de godsdiensttwisten, door de troepen van Lumey. Op dezelfde plaats werd een nieuwe kerk gebouwd, die echter zeer te lijden had van mijnschade door de naburige mijn Loffeld. In 1792, toen de Luikse revolutionairen tegen de Prinsbisschop van Luik streden, werd deze kerk gesloopt. Op deze plaats ligt nu het Vieux cimetière de l'Ouest, dat tegenwoordig tot een plantsoen is omgevormd.
De derde kerk -nu aan het Place Nicolaï- werd gebouwd van 1816-1820, en is een van de weinige kerken die gebouwd zijn tijdens de Nederlandse periode.
De kerk bezit enkele kunstschatten, met name houten beelden. Een Mariabeeld wordt sedert meer dan 540 jaren, jaarlijks meegedragen in een processie die op 15 augustus door de straten van Ans trekt.